# Paços de Ferreira
Paços de Ferreira är en stad och kommun i distriktet Porto i norra Portugal. Den är känd som "Portugals möbelhuvudstad" (capital do móvel).
Staden har cirka 6 000 invånare, och ligger ca 25 km från Porto. Den är huvudorten i Paços de Ferreira kommun.
Kommunen har 56 340 invånare (2020) och en yta på 71.00 km². Den ingår i distriktet Porto och är också en del av Nuts 2-regionen Norra Portugal (Região do Norte).

## Freguesias
Paços de Ferreira består av tolv freguesias (kommundelar).

- Carvalhosa
- Eiriz
- Ferreira
- Figueiró
- Frazão Arreigada
- Freamunde
- Meixomil
- Paços de Ferreira
- Penamaior
- Raimonda
- Sanfins Lamoso Codessos
- Seroa

## Ortnamnet
Ortnamnet Paços de Ferreira härstammar från latinets ferraria (”järngruva”).

## Sport

### Idrottsföreningar
- Klubben FC Paços de Ferreira, vanligen kallat Paços de Ferreira, har ett fotbollslag som spelar i Primeira Liga.[4][5]